# 宮里昭也
宮里 昭也（みやざと あきや、1936年（昭和11年）9月24日 - 2017年（平成29年）1月12日）は日本の実業家、新聞記者。元琉球新報社会長。

## 略歴
1936年（昭和11年）9月24日、沖縄県大宜味村に生まれる。1960年（昭和35年）法政大学法学部を卒業し、1961年（昭和36年）琉球新報社に入社する。東京支社報道副部長、政経部長、社会部長、編集局次長を経て、1983年（昭和58年）編集局長に就任する。
1987年（昭和62年）に取締役、1993年（平成5年）に常務、1994年（平成6年）に専務、1996年（平成8年）に社長。同年、政府の諮問機関「沖縄米軍基地所在市町村に関する懇談会」の委員として、沖縄振興策の策定に関わった。2004年（平成16年）に取締役会長に退き、2006年（平成18年）まで勤めた。2008年沖縄フィンランド協会会長。
2017年（平成29年）1月12日、心不全のため死去。80歳没。